# La Caunette
La Caunette är en kommun i departementet Hérault i regionen Occitanien i södra Frankrike. Kommunen ligger i kantonen Olonzac som tillhör arrondissementet Béziers. År 2022 hade La Caunette 320 invånare.

## Befolkningsutveckling
Antalet invånare i kommunen La Caunette
Referens:INSEE